# Бертераме, Херман
Херман Бертераме (исп. Germán Berterame; родился 13 ноября 1998, Вилья-Мария, Аргентина) — мексиканский и аргентинский футболист, нападающий мексиканского клуба «Монтеррей».

## Клубная карьера
Бертераме — воспитанник клуба «Сан-Лоренсо». 20 апреля 2016 года в поединке Кубка Либертадорес против эквадорского ЛДУ Кито Хаерман дебютировал за основной состав. 29 апреля 2017 года в матче против «Химансии Ла-Плата» он дебютировал в аргентинской Примере.
4 июля 2022 года перешёл в «Монтеррей».

## Международная карьера
В 2015 году Бертераме принял участие в юношеском чемпионате Южной Америки в Парагвае. На турнире он сыграл в матчах против команд Боливии, Чили, Парагвая, Колумбии, Бразилии, а также дважды против Уругвая и Эквадора. В поединках против бразильцев, парагвайцев и эквадорцев Херман забил по голу.
В том же году Бертераме принял участие в юношеском чемпионате мира в Чили. На турнире он сыграл в матчах против команд Германии, Мексики и Австралии.

## Достижения
Международные
 Аргентина (до 17)
- Юношеский чемпионат Южной Америки — 2015